# 三洲電線
三洲電線株式会社（さんしゅうでんせん、英：Sanshu Electric Wire Co., Ltd.）は、愛知県西尾市に本社を置く、電線・ケーブル用導体の製造・販売を行うメーカーである。
主力製品は、FA・産業用ロボット・工作機械用の可動ケーブルや、機器内配線用ケーブル、高速通信用ケーブル、4K・8K用ケーブルなど幅広い業界で使用されるケーブル向けの導体。また、高級オーディオ向けの高品質導体の製造も行っている。

## 事業内容

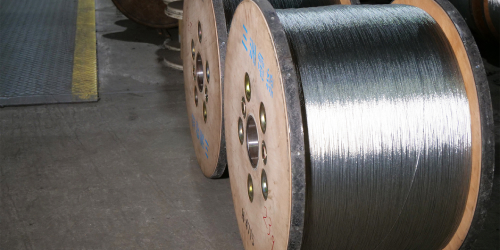
三洲電線株式会社の製品例（一括集合撚り線）

各種電線用芯材の製造加工及び販売

## 主要事業所
- 本社・営業 - 愛知県西尾市寺津町二丁
- 西尾工場・特品工場 - 愛知県西尾市寺津町二丁
- 碧南工場 - 愛知県碧南市石橋町
- 大田原工場 - 栃木県大田原市上石上字東山

## 沿革
- 1948年（昭和23年）4月 - 愛知県碧南市にて2.6mmから0.5mmまでの裸線及び錫引き線の製造を開始。
- 1959年（昭和34年）2月 - 会社組織に改組。資本金300万円。
- 1961年（昭和36年）
  - 7月 ‐ 資本金750万円に増資。
  - 10月 - 業務拡張に伴い、石橋工場（現・碧南工場）を増設。
- 1964年（昭和39年）3月 - 資本金を1000万円に増資。
- 1965年（昭和40年）12月 - 資本金を1600万円に増資。
- 1967年（昭和42年）7月 - 石橋西工場を増設。
- 1968年（昭和43年）6月 - 資本金を2400万円に増資。
- 1969年（昭和44年）
  - 10月 - 業務拡張に伴い三洲特殊電線株式会社（現・西尾工場）を設立。
  - 12月 - 資本金3,000万円に増資。
- 1970年（昭和45年）12月 ‐ 資本金を3600万円に増資。
- 1972年（昭和47年）6月 - 資本金を4800万円に増資。
- 1978年（昭和53年）5月 - ダイヤモンドダイス部門の設備を拡張。
- 1985年（昭和60年）1月 - 新技術開発室（現・開発グループ）開設。
- 1986年（昭和62年）3月 - 異型電線の開発及び製造を開始。
- 1991年（平成3年）5月 - 栃木県大田原市に大田原工場を建設。
- 1998年（平成10年）12月 - ISO 9002認証取得。
- 1999年（平成11年）3月 - 三洲特殊電線を吸収合併（資本金8,800万円）。
- 2001年（平成13年）2月 - ISO 9001認証取得。
- 2002年（平成14年）6月 - 本社中町工場を閉鎖し、石橋工場に本社機能を集約。
- 2004年（平成16年）3月 - 本社機能を西尾工場に再度集約。
- 2006年（平成18年）2月 - ISO 14001認証取得。
- 2008年（平成20年）9月 - 大田原工場増設工事完了。
- 2014年（平成26年）11月 - 日本ロボット工業会に加入。
- 2017年（平成29年）1月 - 「あいち女性輝きカンパニー」企業に認証。

## 関連会社
- 株式会社三洲ワイヤーハーネス